# Konstantín Rodzayevski
Konstantín Vladímirovich Rodzayevski (transliteración del cirílico en ruso: Константи́н Влади́мирович Родзае́вский; 11 de agosto de 1907, Blagoveshchensk – 30 de agosto de 1946, Moscú) fue el líder del Partido Fascista Ruso, que lideró en el exilio desde Manchuria, además de ser el editor jefe de "Nash Put'", el periódico oficial del partido.

## Biografía

### Fascismo en el Extremo Oriente
Nacido en Blagovéshchensk (a través del Amur desde China) en una familia de la clase media siberiana, huyó de la Unión Soviética a Manchuria en 1925. En Harbin, Rodzayevski entró en la Academia de Leyes y se unió a la Organización Fascista Rusa. El 26 de mayo de 1931, se convirtió en el Secretario General del recién creado Partido Fascista Ruso; en 1934 el partido se fusionó con la Organización Fascista Rusa de Anastasy Vonsyatsky y Rodzayevski se convirtió en el líder de la institución. Tomó como modelo personal a Benito Mussolini y usó la esvástica como uno de los símbolos del movimiento.
Rodzayevski reunió a su alrededor guardaespaldas personalmente seleccionados, usando la simbología del extinto Imperio Ruso junto con símbolos del nacionalismo ruso. Del mismo modo que los Camisas Negras italianos, los fascistas rusos vestían uniformes negros con correas negras cruzadas; siendo armados por el Ejército Imperial Japonés. Crearon una organización internacional de emigrados blancos parecida al Movimiento Blanco de los zaristas, con una oficina central en Harbin, el "Moscú del Extremo Oriente Ruso", y enlaces en veintiséis naciones alrededor del mundo. El más importante se encontraba en Nueva York.

### Manchukuo
Rodzayevski tuvo alrededor de 12000 seguidores en Manchukuo. Durante el 2600.º aniversario de la fundación del Imperio Japonés, Rodzayevski con un selecto grupo de seguidores presentó sus respetos al Emperador de Japón Hirohito en la celebración oficial en la región.
Los fascistas instalaron una gran esvástica de luces de neón en su sede de Manzhouli, a unos 3 km de la frontera soviética. Se mantuvo durante todo el día y la noche para proporcionar una muestra de poder contra el gobierno soviético. Rodzayevski esperaba el día que, dejando esas señales en la frontera, en que él podría liderar las fuerzas blancas antisoviéticas, uniéndose al general blanco Kislistin y a las fuerzas japonesas, en la batalla por liberar a Rusia del dominio soviético. Su actividad militar se basó en el entrenamiento del Destacamento Asano, las fuerzas especiales del Ejército de Kwantung compuestas por hombres de etnia rusa, organizada para llevar a cabo actos de sabotaje contra las fuerzas soviéticas en caso de una invasión japonesa de Siberia y el Extremo Oriente Ruso. Japón estaba aparentemente interesado en crear un Estado Ruso Blanco en Manchuria Exterior.

### Segunda Guerra Mundial y ejecución
Durante la Segunda Guerra Mundial, Rodzayevski trató de lanzar una lucha abierta contra el bolchevismo, pero las autoridades japonesas limitaron las actividades del Partido Fascista Ruso a actos de sabotaje en la Unión Soviética. Siendo un notable antisemita, Rodzayevski publicó numerosos artículos en el periódico del partido, Nash Put'; y fue también el autor del panfleto "El fin de Judas" y el libro "Judaización contemporánea del mundo o la cuestión judía en el siglo XX".
Con el final de la guerra, Rodzayevski empezó a creer que el régimen soviético bajo Stalin se estaba convirtiendo en uno nacionalista. En agosto de 1945, tras la invasión de Manchuria, se entregó él mismo a las autoridades soviéticas en Kharbin (nombre ruso de Harbin) en 1945, con una carta que muestra similitudes con las doctrinas del nacionalbolchevismo: 

"Hice un llamamiento a un líder desconocido, [...] capaz de revocar el gobierno judío y crear una nueva Rusia. He fallado en ver que, por voluntad del destino, de su propio genio, y del de millones de trabajadores, el camarada Josef Stalin, el líder de los pueblos, se había convertido en el líder desconocido."

Fue enviado de vuelta a la Unión Soviética, donde le fueron prometidos la libertad y un trabajo en un periódico soviético. Sin embargo, fue arrestado (junto con su compañero de partido Lev Okhotin), juzgado y condenado a ser fusilado, siendo ejecutado en el sótano de la prisión de Lubyanka.
En 2001 fue reeditado en Rusia un libro de K. Rodzayevski, titulado La última voluntad de un fascista ruso.